# Zaireichthys rotundiceps
Zaireichthys rotundiceps är en fiskart som först beskrevs av Hilgendorf, 1905.  Zaireichthys rotundiceps ingår i släktet Zaireichthys och familjen Amphiliidae. IUCN kategoriserar arten globalt som livskraftig. Inga underarter finns listade i Catalogue of Life.